# Marcella Dichmann
Marcella Lindstad Dichmann (født 24. oktober 1980 I Hillerød) er en dansk filmproducer og filmchef hos SF Studios, hvor hun bl.a. har produceret Smuk (2022), Smukkere (2025), Bytte bytte baby (2023), Bytte bytte barn (2024) og Elsker dig for tiden (2022), som vandt prisen for bedste fiktion til Echoprisen (tidl. Zulu Awards). Marcella har også produceret Kærlighed for voksne (2022), som var den første danske Netflix Original. I 8 måneder var filmen i top 10, som mest sete film (non-english) nogensinde på Netflix. Tidligere har hun produceret Undtagelsen (2020) baseret på Christian Jungersens bestseller. Filmen vandt prisen for Bedste Nordiske Film  på Santa Barbara International Film Festival i 2020. Derudover har hun produceret MGP Missionen (2013) der har vundet flere internationale priser, og var nomineret til Krystalbjørnen på Berlin Film Festival. Hun er også kendt for at have produceret de meget populære Far til fire-film fra 2006 til 2017.
Marcella har desuden produceret gameshowet Livredderne, i samarbejde med Trygfonden og Highwire, til DR Ultra. Sideløbende har hun varetaget opgaver som Semifinale jury for The International Emmy Awards Kids, Voting Member for EFA, samt deltaget som sparringsgruppedeltager hos Børnerådet, for at sikre bedre vilkår for børn i filmbranchen.

## Filmografi
Som producer
- MGP Missionen (2013)
- Far til fire (2006-2017)
- Undtagelsen (2020)
- Kærlighed for voksne (2022)
- Smuk (2022)
- Elsker dig for tiden (2022)
- Bytte bytte baby (2023)
- Ehrengard (2023)